# Grand Manan Island
Grand Manan Island (franska: Grand Manan) är en ö i Kanada.   Den ligger i countyt Charlotte County och provinsen New Brunswick, i den sydöstra delen av landet, 700 km öster om huvudstaden Ottawa. Ön har en yta på 137 km²
Terrängen på Grand Manan Island är platt. Öns högsta punkt är 140 meter över havet. Den sträcker sig 22,6 kilometer i nord-sydlig riktning, och 14,1 kilometer i öst-västlig riktning.
I omgivningarna runt Grand Manan Island växer i huvudsak blandskog.